# Vlag van Kaliningrad (stad)
De vlag van Kaliningrad is in gebruik sinds 17 juli 1996 en toont een blauw veld met een zilveren zeilboot op een amberkleurige golf. De vlag werd op 28 april 1999 aangepast. De vlag is gelijk aan het wapenschild.
De vlag staat het oude wapen van de stad afgebeeld, als referentie naar de oude naam van de stad. Het wordt omgeven door een middeleeuws schip, dat symbool staat voor de handel en de havenstad dat Koningsbergen was.